# الصیاد، حماة
الصیاد (به عربی: الصیاد) یک روستا در سوریه است که در ناحیه کفرزیتا واقع شده‌است. الصیاد ۳۹۴ نفر جمعیت دارد.